# Насадження дуба черешчатого
«Насадження дуба черешчатого» — ботанічна пам'ятка природи місцевого значення. 
Об’єкт знаходиться в межах зони відчуження ЧАЕС, Денисовицьке лісове відділення ДСВКП «Чорнобильська Пуща», квартал 67,
виділ 4. Було створено рішенням виконкому Київської обласної Ради народних депутатів № 118 від 28 лютого 1968 р.
Пам’ятка є високопродутивними лісовими насадженнями дуба насіннєвого походження, віком близько 130 років.